# Teteh Bangura
Ibrahim Teteh Bangura (ur. 27 grudnia 1989 we Freetown) – sierraleoński piłkarz występujący na pozycji napastnika.

## Kariera klubowa
Bangura karierę rozpoczynał w 2007 roku w zespole Kallon FC. W 2009 roku przeszedł do amerykańskiego Cleveland City Stars z USL First Division, stanowiącego drugi poziom rozgrywek. Był stamtąd wypożyczony do Cascade Surge z USL Premier Development League (czwarty poziom rozgrywek). W 2010 roku wrócił do Kallonu. W tym samym roku wyjechał do Szwecji, by grać w tamtejszym czwartoligowcu, Köping FF.
W 2011 roku Bangura podpisał kontrakt z AIK Fotboll z Allsvenskan. Zadebiutował tam 4 kwietnia 2011 roku w zremisowanym 0:0 pojedynku z Djurgårdens IF. 10 kwietnia 2010 roku w wygranym 3:0 spotkaniu z Mjällby AIF strzelił 2 gole, które były jednocześnie jego pierwszymi w Allsvenskan. W AIK przez pół roku rozegrał 17 spotkań i zdobył 15 bramek.
W połowie 2011 roku Bangura przeszedł do tureckiego Bursasporu. W Süper Lig pierwszy mecz zaliczył 11 września 2011 roku przeciwko Kayserisporowi (3:0). 18 września 2011 roku w wygranym 3:1 pojedynku z Mersin İdman Yurdu zdobył pierwszego gola w Süper Lig. W sezonie 2012/2013 był wypożyczony do Şanlıurfasporu. W 2013 roku przeszedł na wypożyczenie do Beitaru Jerozolima.

## Kariera reprezentacyjna
W reprezentacji Sierra Leone Bangura zadebiutował w 2011 roku.